# Евеліна
Евелі́нка — жіноче ім'я єврейського чи англійського похождення. 
Синоніми імені: Евеліна. Евелін, Івлін, Ебеліно, Евеліна, Авеліно, Авеліна, Авель, Айлін, Єва. Зменшувальні форми імені Евеліна: Евелінка, Ева, Еля, Веля, Вела, Ліна, Евін, Евіта, Ава, Аве, Ев, Ів.

## Походження імені
Ім’я Евеліна має кілька версій походження. За першою версією, ім’я Евеліна — це гебрейське ім’я і означає воно «життєва сила».
За другою версією, ім’я Евеліна утворено від французького жіночого імені Eveline, походження якого неясно. Можливо, що це ім’я є похідною формою від імені Єва.
За третьою версією, ім’я має англійське коріння. Нібито Евеліна з’явилося від бретонського імені Авеліно, утвореного, в свою чергу, від давньоєврейського імені Авель, що означає «подих». Від цього ж імені з’явилося ще одне похідне ім’я, яке також вважають похідною від імені Евеліна — це ім’я Айлін.
Зменшувально-пестливе звертання Ева також є варіантом вимови імені Єва. А імена Ліна та Евіта вважаються самостійними іменами, які стали лагідними формами звернення до Евеліни.